# Feminizam u Norveškoj
Feminizam u Norveškoj, kao i u mnogim drugim državama Zapadne Europe, kao pokret nastao iz nastojanja da se ostvari pravna i politička jednakost muškaraca i žena, pri čemu je najvažnije bilo uvođenje ženskog prava glasa.
Feministički motivi i ideje se prije toga mogu vidjeti u spisima Camille Collett (1813. – 1895.), koja je kritizirala prisilne brakove. Spisateljica Amalie Skram (1846. – 1905.) je pak iznosile feminističke ideje u svojim naturalističkim književnim djelima. Jedna od prvih norveških feministica bila je i Aasta Hansteen (1824. – 1908.), žestoka kritičarka načina na koje je tadašnje društvo gledalo na žene.
Najpoznatije feminističko djelo u Norveškoj je godine 1879. napisao znameniti dramatičar Henrik Ibsen u obliku kazališnog komada Kuća lutaka.
Godine 1884. su Gina Krog i Hagbart Berner formirali Norveško udruženje za ženska prava, čiji su ciljevi bili pravo žena na obrazovanje i ekonomsku emancipaciju, kao i pravo glasa. 
Posljednji je cilj ostvaren kada je 11. lipnja 1913. norveški Parlament donio zakon kojim je uvedeno opće i neograničeno pravo glasa za žene. Norveška je, nakon Finske, bila prva europska država koja je to učinila.